# كمال لموي
كمال لموي (28 فبراير 1939 - 3 يناير 2022)، هو لاعب ومدرب كرة قدم جزائري، سبق أن أشراف على تدريب منتخب الجزائر لكرة القدم سنة 1988. ودرب كمال لموي أندية جزائرية، على غرار شباب بلوزداد ومولودية الجزائر وأولمبي المدية واتحاد الأبيار، كما كانت له تجربة في الخليج عبر نادي الاتحاد (السعودية) عام 1991 ونادي الشارقة الإماراتي عام 1993، وتكون بذلك آخر محطاته في عالم التدريب.

## وفاته
توفي يوم الإثنين 3 يناير 2022، في باريس، عن عمر يُناهز (83 عاماً)، نتيجة مضاعفات إصابته بفيروس كورونا.